# Glendronach
Glendronach ([ɡlɛnˈdrɒnək] ‘Tal des Dronac’) ist eine Whiskybrennerei in Forgue bei Huntly in Aberdeenshire, Schottland. Die Brennereigebäude sind teilweise in den schottischen Denkmallisten in die Kategorie B einsortiert.

## Geschichte
1826 wurde die Destillerie Glendronach von James Allardice gegründet (auch Allardes geschrieben). Sie wurde durch Vermittlung des Grafen von Gordon schnell beim Londoner Adel beliebt. Die Besitzer der Destillerie wechselten mehrfach. Von 1920 bis 1960 gehörte sie Charles Grant, einem der Söhne William Grants, dem Besitzer der Destillerie Glenfiddich. Danach übernahmen Wm Teacher & Sons Glendronach. 1996 wurde die Destillerie durch deren Mutterkonzern Allied Domecq geschlossen, 2002 wieder eröffnet und ging 2005 an Pernod Ricard. 2008 wurde die Brennerei an die Benriach Distillery Co. Ltd. verkauft. Seitdem steht sie unter der Leitung von Billy Walker und seiner zwei südafrikanischen Teilhaber. Zur Benriach Distillery Co. Ltd. gehören die Benriach Distillery und seit 2013 Glenglassaugh Distillery. 2016 wurde die Benriach Distillery Co. Ltd. für 285 Millionen Pfund Sterling von dem US-amerikanischen Konzern Brown-Forman übernommen.

## Produktion
Die Gerste für den Whisky wird im Sinne einer traditionellen Herstellungsweise von umliegenden Höfen bezogen. Das Wasser wird dem nahe gelegenen Dronac Burn entnommen. Der Gärprozess erfolgt innerhalb eines Gärbottichs aus Douglasienholz. Aus der Lagerung in Sherry- und amerikanischen Eichenfässern resultiert ein runder Geschmack aus Pflaume, Orangenaroma und einem Hauch Vanille.
Durch das Portfolio der Benriach Distillery Co. Ltd. an Destillerien und der strategischen Ausrichtung, kann Glendronach seinen Ruf als „Sherrymonster“ weiter ausbauen. Whiskys mit rauchiger Charakteristik werden hauptsächlich bei Benriach und Glenglassaugh produziert. Versuche mit Finishings (Virgin Oak, Sauternes, Port) blieben vorübergehend erfolglos, kommen gerade aber wieder auf den Markt (2016).
Glendronach führt Hielan, Original 12, Revival (15 Jahre), Allardice (18 Jahre) und Parliament (21 Jahre) als Standardrange. Dazu kommen unzählige Single-Cask-Abfüllungen.
Die etwa 4000 m² große Brennerei kann besichtigt werden.

### Sorten
Hergestellt werden/wurden:

Glendronach Sauternes Finish aged 14 years

- Peated – NAS (46 Vol.-%) Standardrange ohne angegebene Flaschenanzahl
- The Hielan – 8 years old (46 Vol.-%) Standardrange ohne angegebene Flaschenanzahl
- Octarine – 8 years old (46 Vol.-%)
- Original – 12 years old (43 Vol.-%) Standardrange ohne angegebene Flaschenanzahl
- Revival – 15 years old (46 Vol.-%) Standardrange ohne angegebene Flaschenanzahl
- Platinum – 16 years old (48 Vol.-%)
- Allardice – 18 years old (46 Vol.-%) Standardrange ohne angegebene Flaschenanzahl
- Parliament – 21 years old (48 Vol.-%) Standardrange ohne angegebene Flaschenanzahl
- 20 years old „Octaves“
- 24 years old „Grandeur“ (48,9 Vol.-%)
- 25 years old „Grandeur“ (50,3 Vol.-%)
- 31 years old „Grandeur“ (45,8 Vol.-%)
- 33 years old (40 Vol.-%)
- 44 years old „Recherché“(48,6 Vol.-%)
- ca. 130 Abfüllungen von 34 unabhängigen Abfüllern
- Single Casks verschiedener Batches[7]
- verschiedene Wood Finishes
  - Sauternes Finish 12 years old (46 Vol.-%)
  - Sauternes Finish 14 years old (46 Vol.-%)
  - Virgin Oak Finish 14 years old (46 Vol.-%)
  - Moscatel Finish 15 years old (46 Vol.-%)
  - Tawny Port Finish 15 years old (46 Vol.-%)
  - Tawny Port Finish 18 years old (46 Vol.-%)
  - Marsala Finish 18 years old (46 Vol.-%)
  - Madeira Finish 19 years old (46 Vol.-%)